# ميغيل فيسنتي دي آبرو
ميغيل فيسنتي دي آبرو (بالبرتغالية: Miguel Vicente de Abreu‏) هو مؤرخ برتغالي، ولد في 1827، وتوفي في 1883.